# Josef Kopecký
Josef Kopecký (10. října 1916 – ?) byl český a československý politik Komunistické strany Československa, poslanec Sněmovny národů Federálního shromáždění a České národní rady za normalizace.

## Biografie
K roku 1969 se uvádí jako tajemník středočeského Krajského výboru KSČ. Po provedení federalizace Československa usedl do Sněmovny národů Federálního shromáždění. Mandát nabyl až dodatečně v prosinci 1969. Do FS ho nominovala Česká národní rada, kam usedl v listopadu 1969. Ve federálním parlamentu setrval do konce funkčního období, tedy do voleb roku 1971.